# Irske annaler
En række irske annaler, hvoraf den tidligste kendte var Irlandskrøniken, blev samlet op til og kort efter 1600-tallet. Annaler var oprindeligt en måde for munkene at fastlægge den årlige kronologi af helgenkalenderen. Over tid blev der tilføjet nekrologer for præster, abbeder og biskopper sammen med vigtige politiske begivenheder. Ikke-irske annaler inkluderer Bedas Chronica maiora, Marcellinus Comes' Marcellinuskrøniken og Liber pontificalis.
Den oprindelige samling af annaler kan spores tilbage til de lejlighedsvise noter og begivenheder på de tomme pladser mellem latercus, dvs. den 84-årige computus fra forfatteren Sulpicius Severus (d. c. 423).

## Bevarede annaler
Kopier af bevarede annaler inkluderer de følgende:
- Boyle-annalerne
- Clonmacnoise-annalerne
- Connacht-annalerne
- Duiske-annalerne
- TheFour Masters-annalerne
- Inisfallen-annalerne
- Lough Cé-annalerne
- Annales de Monte Fernandi, a.k.a. Multyfarnham-annalerne
- Roscrea-annalerne
- Scotorumkrøniken
- Tigernach-annalerne
- Ulster-annalerne
- Irlands-annalerne af broder John Clyn
- Dudley Loftus-annalerne
- De korte Donegal-annaler
- Leabhar Oiris
- Nenagh-annalerne
- Mac Carthaighs Bog
- Cogad Gáedel re Gallaib (store dele)
- Irlands fragmentariske annaler. (dele)
- Dublin-annalerne fra Inisfallen
- Irlands-annalerne af Thady Dowling
- Korte Tirconaill-annaler
- Korte Leinster-annaler
- Annales Hibernie ab anno Christi 1162 usque ad annum 1370, a.k.a. Pembridges annaler
- Annales Hiberniae, a.k.a. Grace' annaler
- Memoranda Gadelica
- Annla Gearra as Proibhinse Ard Macha, a.k.a. Korte Armagh-annaler
- Et fragment af irske annaler
- Annalerne fra Book of Leinster[2]

## Andre kilder
Andre kilder, der indeholder annaler:
- Leabhar Bhaile an Mhóta
- Lebor Glinne Dá Loch
- Lebor Leacáin
- Leabhar Uí Dhubhagáin
- Caithréim Chellacháin Chaisil
- Leabhar na nGenealach

Mange af disse annaler er blevet oversat og udgivet af School of Celtic Studies, Dublin Institute for Advanced Studies eller Irish Texts Society. Derudover er mange af teksterne tilgængelige på internette på Corpus of Electronic Texts (CELT Project) drevet af History Department of University College Cork, National University of Ireland.
Den berømte politiske traktat Cogad Gáedel re Gallaib indeholder også meget annal-relateret materialer fra vikingetiden i Irland, der ikke findes noget andet sted i det bevarede kildemateriale. Meget af dette blev taget fra samme kilde som forgængeren til Inisfallen-annalerne, der er blevet overleveret og forkortet og lakunøst.

## Tabte annaler
Annaler som man ved har eksisteret, men som er gået tabt:
- Island of Saints-annalerne
- Maolconary-annalerne
- Book of Cuanu
- Book of Dub-da-leithe
- Book of the Monks
- Leabhar Airis Cloinne Fir Bhisigh
- Leabhar Airisen
- Leabhar Airisen Ghiolla Iosa Mhec Fhirbhisigh
- Synchronisms of Flann Mainstreach
- Irlandskrøniken

## Moderne annaler
- Chronology of Irish History to 1976
- The Chronicle of Ireland 1992–1996